# Туман (адміністративна одиниця)
Туман (узб. Tuman) — адміністративно-територіальна одиниця другого рівня в Узбекистані.
В Україні, Росії та Білорусі аналогом є район.

## Кількість туманів по регіонах
- Андижанська область — 14
- Бухарська область — 11
- Джизакська область — 12
- Кашкадар'їнська область — 13
- Навоїйська область — 8
- Наманганська область — 11
- Самаркандська область — 14
- Сурхандар'їнська область — 13
- Сирдар'їнська область — 8
- Ташкентська область — 14
- Ферганська область — 15
- Хорезмська область — 10
- Республіка Каракалпакстан — 14